# Битва за Глостер-хилл
Битва у реки Имджинган, также известная как битва у Солма-ри или битва за Глостер-хилл (название принято в Южной Корее) или битва за Сюэмали (название принято в Китае), произошла 22—25 апреля 1951 года в ходе Корейской войны. Войска китайской армии народных добровольцев атаковали позиции сил ООН в нижней части реки Имджинган с целью прорвать фронт и взять Сеул. Битва стала частью Кампании пятой фазы, также известной как китайское весеннее наступление, предпринятое с целью перехватить инициативу на поле боя после успешного контрнаступления сил ООН в марте 1951 года, позволившего силам ООН продвинуться дальше 38-й параллели на линии «Канзас».
Линию фронта, где развернулось сражение, защищали главным образом британские силы: 29-я пехотная бригада, состоявшая из трёх британских и одного бельгийского пехотного батальонов (Бельгийское командование ООН) при поддержке танков и артиллерии. Несмотря на значительный численный перевес противника, бригада удерживала позиции три дня. Частям 29-й бригады в итоге вынуждены отступить, но им и частям ООН, сражавшимся у реки Капхён, удалось замедлить наступление китайцев и позволить силам ООН подготовить оборонительные позиции к северу от Сеула, где китайское наступление и было в итоге остановлено.
«Хотя и небольшая по масштабам, но ожесточённая битва привлекла к себе внимание мира», особенно первый батальон Глостерширского полка, попавший в окружение китайцев на высоте 235, ставшей известной как Глостер-хилл. Героическая оборона глостерширского батальона и действия 29-й бригады у реки Имджинган стали важной частью британской военной истории и традиций.

## Предисловие
После северокорейского вторжения в Южную Корею 25 июня 1950 года силы ООН предприняли контрнаступление и достигли границы Северной Кореи и Китая. Опасаясь за собственную безопасность Китай в период с октября 1950 по январь 1951 года предпринял три наступления, отбросившие силы ООН на юг к первоначальной границе между Северной и Южной Кореями вдоль 38-й параллели и взял Сеул. Четвёртое наступление в середине февраля было остановлено силами американского 9-го корпуса. В конце февраля силы ООН предприняли серию наступательных операций, захватив Сеул 15 марта и передвинув линию фронта на север. В начале апреля союзники провели операцию «Rugged», установившую фронт по нижнему течению реки Имджин, затем на восток к водохранилищу Хванчхон и к уезду Янъян на восточном побережье, известной как линия «Канзас». Последующая операция «Dauntless» установила новый выступ линии фронта по т. н. линии «Юта» между рекой Имджин и водохранилищем Хванчхон.

### Силы ООН
22 апреля линию фронта на западе вдоль линии «Канзас» и «Юта» удерживал первый корпус армии США, включавший в себя (перечислены с запада на восток) первая дивизия южнокорейской армии (ROKA), 3-я американская дивизия с приданной ей 29-й британской бригадой, 25-я американская дивизия с приданной ей турецкой бригадой и 24-я американская дивизия. 29-я пехотная бригада под командованием бригадного генерала Тома Броди состояла из первого батальона Глостерширского полка под командованием подполковника Джеймса П. Кэрна, первого батальона полка полка Королевских нортумберлендских фузилёров под командованием подполковника Кингсли Фостера, первого батальона полка Королевских ольстерских стрелков под временным командованием майора Гарельда Рикорда и бельгийского батальона под командованием подполковника Альберта Краэ (700 человек) в котором принимал участие и Люксембург. Бригаду поддерживали 25 орудий 45-го полевого полка королевской артиллерии под командованием подполковника М. Т. Янга, 4,2 дюймовые миномёты 170-й тяжёлой миномётной батареи королевской артиллерии, танки «Центурион» роты С 8-го полка Королевских ирландских гусар короля под командованием майора Генри Хата и 55-й эскадрон Королевских сапёров.
Четыре батальона 29-й пехотной бригады занимали фронт в 12 км. Тем не менее, между частями были дыры, которые невозможно было закрыть непрерывной линией, доступных сил для этого не хватало. «Бригадир Броди решил разместить свои силы на отдельных позициях, сконцентрировавшись на защите ключевых высот». На левом фланге Глостерширский полк охраныл брод через реку Имджин в 1,6 км от 1-й дивизии южнокорейской армии (ROKA), близ центра линии в 3,2 км к северу от глостерширцев размещались фузилёры, бельгийцы заняли высоту 194 на правом фланге, это была единственная часть 29-й бригады к северу от реки. Связь с остальной бригадой проходила только через два понтонных моста в полумиле оттуда, через которые проходила трасса № 11, по ней проходила главная линия снабжения 29-й бригады. Ольстерские стрелки находились в резерве бригады и были развёрнуты вдоль трассы № 11. Британцы не создавали мощных укреплений, поскольку рассчитывали удерживать позицию только небольшое время. Ни минных полей, ни глубоких укрытий, ни проволочных заграждений выстроено не было. Британская позиция у реки Имджин «считалась безопасной», но уязвимой в случае вражеского наступления.

### Силы китайцев
Главнокомандующий китайскими и северокорейскими силами генерал Пэн Дэхуай планировал «уничтожить … 3-ю американскую дивизию … 29-ю британскую бригаду и первую дивизию Марионеточной армии … после чего мы сможем уничтожить американские 24-ю и 25-ю дивизии» и обещал к 1-му мая взять Сеул в качестве праздничного подарка Мао Цзэдуну. Для выполнения своей цели Дэхуай планировал охватить Сеул тремя китайскими группами армий и северокорейским корпусом, общая численность этих сил составляла 305 тыс. чел. Третья и четвёртая группы армий должны были атаковать правый фланг 3-й американской дивизии и 24-ю и 25-ю дивизии по линии «Юта» к востоку от реки Имджин у её поворота на север. 19-я группа армий на китайском правом фланге к западу от реки Имджин у её поворота на север должна была атаковать оставшуюся часть 3-й американской дивизии первую дивизию южнокорейской армии (ROKA), в то время как 63-я армия должна была наступать на левом фланге против 29-й британской бригады. 63-я армия состояла из трёх дивизий, 187-й, 188-й и 189-й, каждая дивизия состояла из трёх полков, каждый из которых в свою очередь состоял из трёх батальонов. Таким образом 27 тыс. человек составлявших 27 батальонов шли в атаку на четыре батальона 29-й бригады, поэшеленно, одна дивизия за другой.

## Битва
Битва началась ночью 22 апреля 1951 года. Китайский патруль на северном берегу реки обошёл высоту 194, удерживаемую бельгийцами, и продолжил наступление на восток к двум мостам, также обороняемым бельгийцами. В 22.00 части резерва 29-й бригады, первый батальон королевских стрелков Ольстера были выдвинуты вперёд, чтобы обезопасить переправу, и вскоре вступили в бой с китайскими силами, пытающимися перейти через реку. Ольстерским стрелкам не удалось удержать мосты. Это означало, что с развитием китайского наступления бельгийский батальон на северном берегу мог быть отрезан от сил 29-й бригады.
Китайские силы после стычки патруля атаковали бельгийские позиции на высоте 194 и продолжили атаковать мосты. Китайцы, успевшие переправиться через реку Имджин, атаковали в тылу на правом фланге роту Z фузилёров, находящуюся на высоте 257 на позиции близкой к реке и почти на юг от переправы. Вниз по течению китайцы попытались перейти Имджин вброд и атаковать передовую роту Х фузилёров на левом фланге на высоте 152. Отступление роты Х с высоты 152 имело серьёзные последствия для роты Y, занимавшей передовую позицию на правом фланге. Все силы фузилёров занимали широкий квадратный участок, стрелковые роты располагались по углам квадрата. Хотя рота Y не подверглась прямой атаке, китайские силы угрожали её флангам, атакуя роты Х и Z на их позициях. После безуспешных попыток британцев вернуть утраченные позиции на высотах 194 и 257, рота Y оставила свою позицию, отступление прикрывал эскадрон С 8-го полка гусар.
На левом фланге бригадной линии патруль из 17 бойцов роты С Глостерширского полка лёжа в ожидании на берегу реки отразил три попытки 559-го полка 187-й дивизии переправиться через реку. В итоге им пришлось отойти без потерь, когда их боезапас стал заканчиваться. Китайцам удалось выйти на противоположный берег. В течение ночи роты А и D подвергались атакам, к 7:30 соотношение солдат роты А и китайцев достигло 1:6, роте пришлось отойти с позиции Кастл-хилл. Попытка вернуть высоту провалилась, в ходе этой атаки лейтенант Филипп Кёртис в одиночку уничтожил вражеское пулемётное гнездо, за что посмертно был награждён орденом Виктории.

### Глостерширцы отступают к высоте 235
23 апреля попытки фузилёров и сил резерва 3-й американской пехотной дивизии восстановить контроль над областями, потерянными ночью провалились. Первому батальону американской 7-й пехотной дивизии было приказано атаковать силы противника близ высоты 257, чтобы поддержать отступающих бельгийцев с северного берега реки Имджин. Несмотря на потерю семи единиц транспорта бельгийский батальон успешно отошёл в восточном направлении и занял новые позиции к югу от глостерширцев и фузилёров, после чего двинулся к командному пункту 29-й пехотной бригады.
23 апреля в 20.30 рота А Глостерширского полка, потеряв половину людей и всех офицеров ранеными и убитыми, отступила к высоте 235. Это отступление оставило без прикрытия позицию роты D. Один из взводов роты D понёс тяжёлые потери в ходе ночного боя. Рота D также отступила на высоту. Рота В не участвовала в ночном бою, но отступление роты D на левом фланге и фузилёров на правой фланге оставило их позицию без прикрытия и роте В пришлось на высоту 316 в 730 м к востоку от позиции роты С.
В ночь с 23 на 24 апреля рота В Глостерширского полка, оказавшись в соотношении к силам противника 1:18, выдержала шесть атак, вызвав на себя огонь артиллерии, чтобы остановить последний из вражеских штурмов. Боезапас роты стал заканчиваться, рота понесла большие потери. Седьмая вражеская атака в 8.10 вынудила роту отойти с позиций, только 20 выживших достигли высоты 235, куда уже отступили штабной батальон, рота поддержки и рота С. В то время как рота В вела отчаянное сражение силы китайской 188-й дивизии перешли реку Имджин и атаковали фузилёров и королевских ольстерских стрелков на правом фланге линии бригады.187-я китайская дивизия также вступила в бой с батальонами бригады на правом фланге, в то время как 189-я дивизия поддерживала давление на левом фланге.
Самым опасным для целостности 29-й бригады было глубокое проникновение китайцев по линии между Глостерширским полком и фузилёрами, что отрезало глостерширцев. Чтобы встретить китайское наступление и предотвратить полное окружение глостерширцев в распоряжение 29-й бригады была временно придана боевая команда 10-го филиппинского батальона. 24 апреля сводный отряд из танков М-24 филиппинцев и «центурионов» 8-го гусарского полка при поддержке пехоты достиг точки в 1.800 м от высоты 235. Тем не менее, колонне не удалось дойти до глостерширцев, поскольку головной танк колонны был подбит, заблокировав дорогу. Дальнейшее продвижение в условиях плотной вражеской обороны стало невозможным. В этот момент согласно официальному американскому повествованию об боевых действиях «командующий бригадой решил отказаться от дальнейшего наступления, чтобы выручить глостерширский батальон и отвёл деблокировочный отряд.»

### Отступление 29-й бригады
Продолжающийся нажим китайцев на силы ООН вдоль реки Имджин отменил планируемую атаку пуэрториканцев из первого и третьего батальонов 65-го пехотного полка для выручки глостерширцев. После того как две дальнейшие попытки танковой группы прорваться к глостерширцам провалились бригадный генерал Броди предоставил генерал-лейтенанту Карну решать прорываться им или капитулировать. Дальнейших попыток выручить глостерширцев не предпринималось: 25 апреля в 08.00 командование первого корпуса отдало приказ перейти к плану «Золотой А», согласно которому все войска отступали к новой оборонительной позиции, расположенной южнее.
Согласно приказам командования первого корпуса фузилёры, стрелки и бельгийцы при поддержке танков 8-го гусарского полка и королевских сапёров 55-го эскадрона отошли к следующей позиции сил ООН. Бельгийцы заняли блокирующие позиции к западу и юго-западу от командного пункта 29-й бригады согласно приказу позволить другим частям бригады отступить к позициям батальона. Китайцы заняли часть высот вдоль линии отступления, что позволило им не только наблюдать за любыми передвижениями 29-й бригады но и наносить тяжёлые потери отступающим частям. Это ещё более осложняло отступление частей, находившихся под мощным вражеским натиском. Среди погибших был командир фузилёров подполковник Фостер, он был убит, когда его джип накрыло китайским огнём из миномётов. По словам майора Генри Хута из 8-го гусарского полка отступление превратилось «в сплошную долгую кровавую западню». После того как рота В ольстерцев, действовавшая в качестве арьергарда, прикрывавшая отступление достигла линии сил ООН все части 29-й бригады, кроме глостерширцев, завершили отход.

### Глостерширцы на высоте 235
Глостерширцы на высоте 235, получив приказ об отступлении, не могли соединиться с 29-й бригадой. Ещё до неудавшихся попыток освободить батальон 24 апреля роты B и C уже понесли такие тяжёлые потери, что были объединены в одну роту. Попытки снабжать батальон сбросами с воздуха не увенчались успехом. Несмотря на тяжёлую ситуацию глостерширцы удерживали свои позиции на высоте в течение 24 апреля и в ночь с 24 на 25 апреля. Утром 25 апреля 45-го полка полевой артиллерии уже не могли более осуществлять артиллерийскую поддержку. Поскольку бригадный генерал Броди оставил последнее решение за подполковником Кэрном, командир глостерширцев утром 25 апреля приказал командирам рот выходить к британским линиям «как они смогут». Только остаткам роты D под командованием майора Майка Харви смог успешно вырваться с высоты «Глостер» и спустя несколько дней выйти к своим. Остаток батальона вместе с подполковником Кэрном попал в плен.

## Послесловие
Если бы китайцам удалось прорвать фронт в начале их наступления, они смогли бы обойти с фланга первую дивизию ROKA и третью американскую пехотную дивизию на востоке близ порядков 29-й бригады. Такое развитие событий поставило бы под угрозу прочность линии ООН и способствовало успешному наступлению китайцев на Сеул. Хотя китайцы с выгодой использовали рассредоточенное развёртывание бригады и недостаточные оборонительные приготовления, им всё же не удалось быстро захватить позиции. В течение трёхдневных боёв упорное сопротивление 29-й бригады сорвало китайское наступление, выиграло время, что позволило силам ООН отойти к оборонительным позициям к северу от Сеула, где удалось остановить китайское наступление.
Согласно меморандуму, представленному британскому кабинету 26 июня 1951 года 29-я бригада потеряла 1.091 человек, включая 34 офицеров и 808 нижних чинов пропавших без вести. Это составило 20-25 % потерь от численности бригады накануне битвы. Из этого числа 620 человек потерял Глостерширский полк, который 27 апреля собрал 217 человек. 522 бойца Глостерширского полка попали в плен. Из них 180 были ранены, 34 человека в дальнейшем умерли в плену. 59 солдат Глостерширского полка погибли в бою. По оценкам, китайские потери в битве на реке Имджин могут оцениваться примерно в 10 000 человек. В результате китайская 63-я армия начавшая наступление с тремя дивизиями, численностью приблизительно в 27 тыс. человек потеряла свыше трети людей и была отведена с линии фронта.
Впоследствии на высоте Глостер рядом с ручьем Сеолмачхон.был возведён памятник (The Gloucester Valley Battle Monument).
Каждую годовщину битвы британское посольство в Сеуле организует для ветеранов поминальную службу под официальным названием Gloster Valley Memorial Service.

## Дополнительно
- American Presidential Citation, The National Archives, 8 мая 1951, Catalogue reference WO 32/14248.
- Memorandum to the British Cabinet, The National Archives, 26 июня 1950, Catalogue reference CAB 21/1985.
- Citations for non-US recipients of the Distinguished Service Cross, Home of heroes, Архивировано из оригинала 2006-09-18 {{citation}}: |archive-date= / |archive-url= несоответствие временной метки; предлагается 2006-09-18 (справка).
- Colonel Peter Ormrod—Tank commander who won the Military Cross for his bravery in the face of overwhelming Chinese odds in Korea, The Times (obituary), UK, 1 ноября 2007.
- Barclay, Cyril Nelson (1954), The First Commonwealth Division: The Story of British Commonwealth Land Forces in Korea, 1950–1953, Aldershot, UK: Gale & Polden.
- Cunningham-Boothe, Ashley; Farrar, Peter, eds. (1988), British Forces in the Korean War, London: The British Korean Veterans Association.
- Farrar-Hockley, Anthony (2007), The Edge of the Sword, London: Frederick Muller. 1955 edition was published by the Companion Book Club. OCLC 3192552
- Fehrenbach, TR (2001), This Kind of War: The Classic Korean War History (50 ann ed.), US: Brassey's, ISBN 1-57488-334-8.
- Green, David (2003), Captured at the Imjin River: The Korean War Memoirs of a Gloster, Pen & Sword Books, ISBN 9781848846531, OCLC 751832966.
- Holles, Robert Owen (1972), Now Thrive The Armourers, White Lion. Resissued as Now Thrive the Armourers: A story of Action with the Gloucesters in Korea (November 1950-April 1951) by Bantam Books in 1989. ISBN 0553283219
- Kahn, Ely Jacques (1951), The Gloucesters: An Account of the Epic Stand of the Gloucestershire Regiment in Korea, London: Central Office of Information, OCLC 23865544.
- Large, Lofty (1999), Soldier Against the Odds: From Korean War to SAS, Mainstream, ISBN 978-1-84018-346-7.
- Rottman, Gordon (2002), Korean War Order of Battle. United States, United Nations and Communist Ground, Naval and Air Forces, 1950–1953, Praeger/Greenwood.
- Salmon, Andrew (2009), To the Last Round: The Epic British Stand on the Imjin River, Korea 1951, London: Aurum, ISBN 978-1-84513-408-2.
  - Salmon, Andrew (2010), To The Last Round: The Epic British Stand on the Imjin River, Korea 1951 (англ.), Aurum, ISBN 978-1-84513-831-8